# ReadWrite
ReadWrite（中文：读写网），原名ReadWriteWeb，缩写为RWW，是一个科技博客，由理查德·麦克马纳斯（Richard MacManus）创立于2003年4月20日。RWW介绍Web 2.0和万维网科技，并提供科技信息，评论和分析。2010年9月，它排在“Technorati百强博客榜”第10位。2010年10月9日在Techmeme评选中，读写网位列第十名。 麦克马纳斯住在新西兰下哈特，但读写网的工作人员和作家分布不同，包括俄勒冈州波特兰。大約從2008年9月起，《纽约时报》科技版同步顯示读写网发布的在线内容。读写网還有其他諸如法国、西班牙、巴西和中国等版本。
2011年，读写网被SAY传媒公司（SAY Media）收购。2012年10月，ReadWriteWeb易名为ReadWrite。2015年2月，SAY传媒公司将RWW卖给了可穿戴世界公司（Wearable World）。